# Велика Сочаница
Велика Сочаница је насељено мјесто у општини Дервента, Република Српска, БиХ. Према попису становништва из 2013. у насељу је живјело 962 становника.

## Становништво
| Демографија- | Демографија- | Демографија- |
| Година       | Становника   | Становника   |
| ------------ | ------------ | ------------ |
| 1948.        | 2.503        |              |
| 1953.        | 0            |              |
| 1961.        | 1.915        |              |
| 1971.        | 1.936        |              |
| 1981.        | 1.693        |              |
| 1991.        | 1.482        |              |
| 2013.        | 962          |              |